# Domingos da Guia
Domingos da Guia, né le 19 novembre 1912 à Rio de Janeiro et mort dans la même ville le 18 mai 2000, victime d'un accident vasculaire cérébral à quatre-vingt-sept ans, est un footballeur brésilien. Il a occupé durant sa carrière le poste de défenseur. Il est considéré comme l'un des plus grands joueurs du Flamengo et des Corinthians, ainsi que de l'un des meilleurs défenseurs de la sélection brésilienne.
Il est le frère de Ladislau da Guia, meilleur buteur de l'histoire du club de Bangu, et le père d'Ademir da Guia, joueur historique de Palmeiras et troisième meilleur buteur de son histoire.

## Biographie

### Débuts en championnat et en sélection
Né dans une famille liée au football, Domingos da Guia grandit avec ses trois frères, qui suivent tous la même carrière dans des petits clubs de Rio de Janeiro, sans toutefois être très brillants. Domingos commence lui au Bangu Atlético Clube, où il rejoint son frère Ladislau. Trois ans après ce dernier, Domingos joue son premier match dans le championnat d'État, le 28 avril 1929 contre le Flamengo, à dix sept ans à peine, et le gagne par trois buts à un. Avec une quarantaine de matches à son actif en 1931, il est appelé en équipe nationale, joue son premier match le 9 juin contre l'Uruguay (qu'il gagne par deux buts à zéro) et remporte la Copa Rio Branco la même année, puis celle suivante.

### Une saison difficile, et le retour en grâce au Nacional
En 1932, après avoir disputé cinquante-neuf matches avec Bangu, Domingos da Guia rejoint le Club de Regatas Vasco da Gama, champion par trois fois à Rio. Après une courte saison où il ne convainc pas, Domingos signe au Club Nacional de Football, la meilleure équipe d'Uruguay. Tout de suite à son aise, il remporte le premier titre de sa carrière en club, le championnat national. Leader de la défense à vingt ans, il gagne le surnom de Divino Mestre (Le Divin Maître), lié à son rythme lent sur le terrain et à son style, rassurant pour ses coéquipiers. La défense qu'il forme avec José Nasazzi est parfaitement complémentaire.

### Les années fastes
De retour à Vasco en 1934, il arrive cette fois-ci avec un statut de titulaire, et trouve tout de suite sa place. Dans un championnat nouveau et fondé un an plus tôt, la Liga Carioca de Futebol, pour contrer les règles discriminatoires de l'Associação Metropolitana de Esportes Athleticos envers les joueurs noirs, Domingos fait figure de guide pour les jeunes du Gigante da Colina, et les mène vers un quatrième titre de champion, malgré la difficulté du groupe.
En 1935, il passe la frontière pour se rendre en Argentine et à Buenos Aires, et signer à Boca Juniors, tout juste sacré champion dans son pays. Là aussi, il remporte la ligue nationale, et joue cinquante-six matches. Il revient ensuite au Brésil, au Flamengo. Il y fait ses débuts le 16 août 1936 face au Fluminense, lors du Fla-Flu. Il y vit certainement les meilleurs moments de sa carrière, avec le « diamant noir » Leônidas da Silva, remportant plusieurs championnats. À Rio, il devient une idole, la mieux payée au monde par ailleurs, et tutoie les sommets lors de la Coupe du monde 1938. En France, il joue quatre des cinq matches de son pays, et décroche la troisième place après avoir frôlé l'accession à la finale contre l'Italie. Même s'il fait faute sur Silvio Piola et concède un pénalty stupide – et contesté par le joueur, qui même débouté doit payer les cent vingt-cinq francs suisses de la réclamation – contre les Italiens, la réputation de Domingos, joueur figurant dans le onze type de la compétition selon la FIFA, n'est pas touchée au pays.
En club, il continue d'enchaîner les rencontres, dans l'une des meilleures équipes de la ville.

### Fin de carrière
Sept ans et deux cent vingt-trois matches après son arrivée au Mengão, Domingos connaît son quatrième club brésilien, les Corinthians de São Paulo. Il y reste quatre ans, avant de revenir dans son club formateur et d'y terminer sa carrière en 1949.

## Palmarès
- Vainqueur de la Coupe Rio Branco : 1931, 1932
- Champion d'Uruguay  : 1933
- Champion de Rio de Janeiro : 1934, 1939, 1942, 1943
- Champion d'Argentine : 1935
- Troisième de la Coupe du monde : 1938
- Troisième de la Copa América : 1942
- Vainqueur de la Coupe Roca : 1945
- Deuxième de la Copa América : 1945, 1946